# Antonia (2015)
Antonia is een Italiaans-Griekse film uit 2015 onder regie van Ferdinando Cito Filomarino. De film ging in première op 4 juli op het Internationaal filmfestival van Karlsbad.

## Verhaal
De film vertelt over de tien laatste jaren in het korte leven van de Italiaanse dichteres Antonia Pozzi die leefde van 1912 tot 1938. Pozzi behoorde tot de vrouwen die niet konden wennen aan de manier van leven in die tijden. Ze begon in de middelbare school een verboden liefdesrelatie met Antonio Maria Cervi, haar leerkracht Grieks-Latijn, iets wat haar verdere leven zou blijven beïnvloeden. Haar gedichten geven weer hoe ze moeite had met de sociale normen in de late dertiger jaren in Italië en Europa in het algemeen. Via poëzie ontsnapte ze aan de realiteit van haar eigen complexe en emotionele leven. Ze benam zich van het leven op een decemberavond in 1938.

## Rolverdeling
| Acteur            | Personage                      |
| ----------------- | ------------------------------ |
| Linda Caridi      | Antonia Pozzi                  |
| Filippo Dini      | Antonio Maria Cervi            |
| Allessio Praticò  | Remo Cantoni                   |
| Maurizio Fanin    | Roberto Pozzi                  |
| Federica Fracassi | Lina Cavagna Sangiuliani Pozzi |
| Perla Ambrosini   | Teresita                       |
| Luca Lo Monaco    | Dino Formaggio                 |